# Wattův odstředivý regulátor

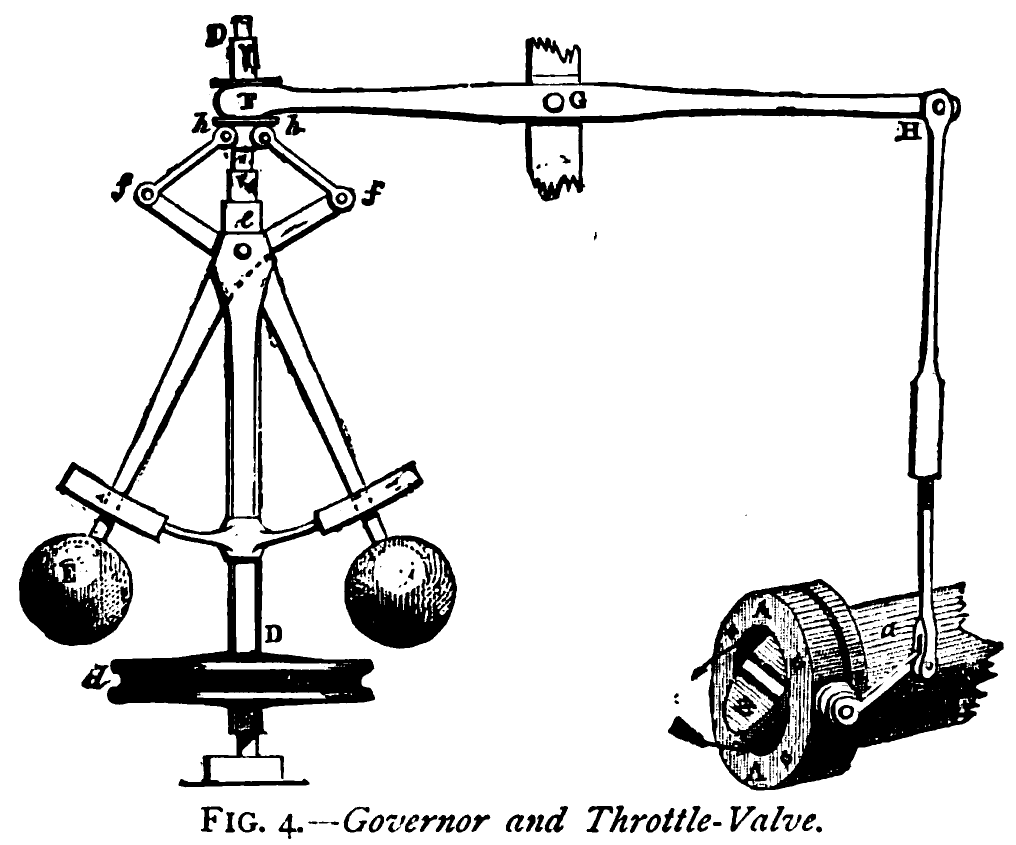
Wattův regulátor otáček. Vlevo dole by byl regulovaný pohon, vpravo dole je ventil, který slouží k regulaci pohonu.

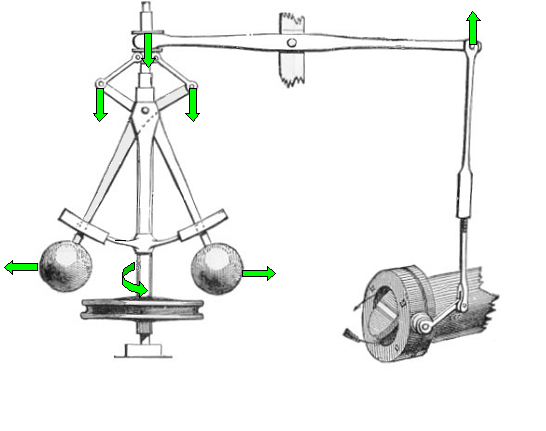
Znázornění funkce. Vlivem vyšších otáček pohonu se zvětší vodorovná výchylka koulí, která je převedena na svislý pohyb páky a táhlem je přivřen regulační ventil, tím dojde ke snížení otáček pohonu.

Wattův odstředivý regulátor se používá ke stabilizaci otáček parního stroje. Byl zaveden v roce 1788 Jamesem Wattem. Skládá se ze dvou závaží, která rotují a jsou poháněna strojem, jehož otáčky mají být regulovány. Čím rychleji tato závaží rotují, tím větší je vlivem odstředivé síly jejich výchylka od svislé osy rotace. Uvedené vychýlení je nad jejich ukotvením převedeno na svislý pohyb, který je dále pákou a táhlem převeden k ventilu přivádějícímu páru ke stroji. Je tak realizována mechanická záporná zpětná vazba, která dovoluje působením poměrně malých sil regulovat velmi výkonný stroj.